# Alexandre Delobelle
Alexandre Delobelle, né le 27 août 1887 à Tourcoing dans le Nord, mort le 29 décembre 1970 à Boulogne-Billancourt, est un syndicaliste français. En 1926, il est élu au Comité central du Parti communiste français (PCF) et le demeure jusqu'en 1932. De 1923 à 1936, il avait siégé à la commission exécutive de la CGTU, puis, de 1936 à 1939, à la commission administrative de la CGT réunifiée.

## Biographie
En 1899, il commence à travailler dans une filature.
C'est en 1905 qu'il se syndique et adhère, de façon éphémère, au Parti socialiste avant de commencer a militer au Parti socialiste en 1910.
En 1919 il devient secrétaire du syndicat du textile de la Seine puis en 1920, après le congrès de Tours, il adhère au PCF.
Jusqu'en 1921, il exerce le métier de tireur de laine. À la fin de l'année, il entre au gaz de Paris. Il est, également, secrétaire adjoint de la section syndicale de Boulogne-Billancourt.
En 1922, il assiste au congrès de Paris du PCF.
En 1923, il démissionne du gaz de Paris. À la fin de l'année, il devient secrétaire permanent du syndicat CGTU des "casquettiers". En novembre, il avait été élu membre suppléant à la Commission exécutive de la CGTU, lors de son congrès de Bourges. Il est finalement titularisé à la Commission exécutive de la CGTU l’année d’après.
Il préside le Conseil d'administration d'une fabrique de casquettes et chapeaux, sise rue des Guillemites, à Paris, "L'Union"en 1925.
En 1926 il devient trésorier adjoint de la Fédération CGTU du Textile. En juin cette année la, au congrès de Lille du PCF, il est élu au Comité central. Il demeure à la Commission exécutive de la CGTU en 1927, mais, à nouveau, en qualité de suppléant. Il est délégué par sa fédération syndicale au congrès textile, à Moscou. En mai, il est candidat, pour le PCF, aux élections cantonales, dans le canton de Boulogne-Billancourt.
En 1928 il est, à nouveau, à Moscou, où il devient membre du bureau exécutif de l'Internationale syndicale rouge (ISR).
C'est en 1929, au congrès de Saint-Denis du PCF, qu'il est reconduit au Comité central. En mai, il représente le PCF lors d'élections municipales et d'élections cantonales dans la première circonscription de Boulogne. Il devient, également, l'un des dirigeants du Secours ouvrier international (SOI).
En 1931, il participe aux travaux du Comité internationale de propagande et d'action du textile, à Berlin. En mars, de passage à Cours, dans la région lyonnaise, il autorise les ouvriers du textile à envoyer une délégation au ministère du Travail malgré les consignes contraires de la CGTU. En avril, à Troyes, ses attaques contre les employés provoquent la reprise du travail de ceux qui s'étaient solidarisés avec les ouvriers.
Il fait ensuite une campagne de propagande dans le Nord en 1932. En mars de cette année, au congrès de Paris du PCF, il n'est pas reconduit au Comité central.
En 1933, il est candidat à des élections avant de devenir  le responsable de la section d'organisation de la CGTU en 1934.
En 1935 il est, à nouveau, candidat lors d'élections, dont l'élection municipale à Asnières, dans la Seine.
Lors de la réunification syndicale en 1936, il devient secrétaire de la Fédération CGT du Textile. En novembre, il entre à la commission administrative de la CGT.
En 1938 et 1939 il est réélu à la commission administrative de la CGT. Lors du congrès de 1938, à Nantes, il avait signé la motion Vie ouvrière, présentée par des anciens militants de la CGTU. En octobre 1939, il est arrêté et écroué à la Santé pour propagande communiste, notamment.
Il écrit une lettre au juge d'instruction en 1940 où il indique que le Pacte germano-soviétique est contraire à la paix. Une brochure clandestine, Comment se défendre, l'accuse de trahison. Libéré, il est, à nouveau, arrêté en octobre.
En 1946, son nom ne figure pas sur le registre des sanctions établi à propos des comportements durant l'Occupation.
En 1950, il est donné comme sans travail et dans la misère puis décède en 1970.

## Source
- Dictionnaire biographique du mouvement ouvrier français, Les Éditions de l'Atelier, 1997.